# Tyan

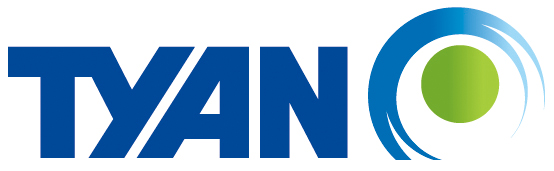
Logo przedsiębiorstwa

Tyan Computer Corporation – międzynarodowe przedsiębiorstwo komputerowe, założone w 1989 roku przez dr. T. Symona Changa. Zajmuje się produkcją płyt głównych, kart peryferyjnych oraz podzespołów do zastosowań serwerowych. 
Główna siedziba firmy mieści się w Tajpej na Tajwanie. Północnoamerykańska siedziba mieści się w Fremont w Stanach Zjednoczonych.